# Fator de correção de van 't Hoff

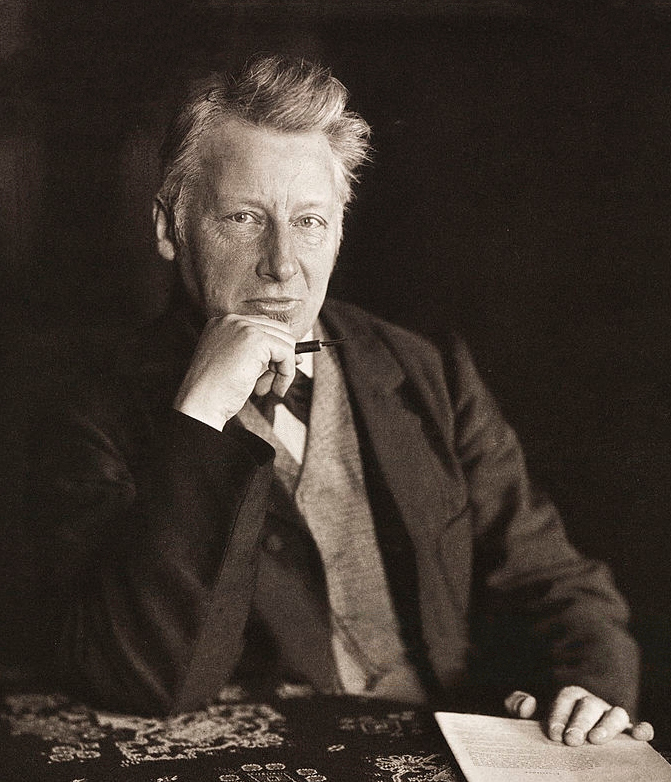
Retrato de Jacobus Henricus van 't Hoff, sentado, olhando para a câmera.

Fator de correção de van 't Hoff, também chamado de coeficiente de van 't Hoff ou fator de van 't Hoff, é uma expressão multiplicadora da quantidade de partículas que serão ionizadas ou dissociadas em solução, geralmente utilizada para simplificar a tabela de equilíbrio químico. 
Sem a formula, é só verificar se o composto ioniza ou dissocia e conforme for veja em quantos mol finais resultará, por exemplo:
H2O ( ao nível do mar ) = 100ºC
1 NaCl -----> 104ºC = 1 Na+  + 1 Cl -
1 mol = 1 mol + 1mol
i = 2 
É equacionado pela expressão:
Sendo:
- i = fator de correção de van 't Hoff
- α = grau de ionização
- q = número total de íons liberados na ionização de um composto

```
      obs.: "a" é o número de íons formados na ionização (ou dissociação) de uma molécula.
```

Para entender a aplicação do coeficiente de van 't Hoff, tomemos o exemplo a seguir:
- Al2(SO4)3(aq) → 2 Al3+(aq) + 3 SO42-(aq)

Supondo um α = 85% e 3 mols de sulfato de alumínio (Al2(SO4)3) inicialmente, haverá na solução final:
- i = 1 + [0,85 (5 - 1)] = 1 + [0,85 × 4] = 1 + 3,4 ∴ i = 4,4
- n(total) = n(inicial de partículas) × i = 3 mols × 4,4
- n(total) = 13,2 mols de partículas

Supondo um α = 100% e 1 mol de NaCl inicialmente, havera na solução final:
- i = 1 + [1 (2 - 1)] = 1 + [1 × 1] = 1 + 1 ∴ i = 2
- n(total) = n(inicial de partículas) × i = 1 mol × 2
- n(total) = 2 mols de partículas

Demonstração da fórmula do coeficiente de van 't Hoff:
Para a seguinte fórmula química geral, temos:
- {\displaystyle nX_{y}Y_{x}\longrightarrow ynX^{x-}+xnY^{y}}
- {\displaystyle n_{total}=yn\alpha +xn\alpha +(1-\alpha )n}
- {\displaystyle i={\frac {n_{total}}{n}}={\frac {yn\alpha +xn\alpha +(1-\alpha )n}{n}}=1+\alpha (x+y-1)}
- {\displaystyle x+y=q\Longrightarrow 1+\alpha (q-1)}